# Lucius Scribonius Libo (consul in 16)
Lucius Scribonius Libo was een Romeins senator tijdens de beginperiode van het principaat.
Lucius Scribonius Libo was waarschijnlijk de kleinzoon (volgens oudere werken de zoon) van de gelijknamige consul van 34 v.Chr. Zijn oudtante was Scribonia, toentertijd echtgenote van Imperator Caesar Augustus. Daarenboven zou Gnaius Pompeius Magnus zijn overgrootvader zijn geweest.
Hij was consul in het jaar 16 n.Chr. In dat jaar werd zijn broer, de praetor Marcus Scribonius Libo Drusus, wegens samenzwering tegen Tiberius aangeklaagd en deze benam zich van het leven.